# Martin Plüss
Martin Plüss (ur. 5 kwietnia 1977 w Bülach) – szwajcarski hokeista, reprezentant Szwajcarii, czterokrotny olimpijczyk.
Jego brat Benjamin (ur. 1979) także został hokeistą.

## Kariera
- Kloten Flyers (1994-2004)
- Frölunda (2004-2008)
- SC Bern (2008-2017)

Wychowanek EV Dielsdorf-Niederhasli. Wieloletni zawodnik Kloten Flyers przez dziesięć sezonów w lidze NLA. Później przez cztery lata grał w szwedzkiej lidze Elitserien. Od 2008 zawodnik SC Bern, w tym od 2009 kapitan drużyny. W trakcie sezonu National League A (2016/2017) władze tego klubu postanowiły nie przedłużać z nim kontraktu po zakończeniu tej edycji. W listopadzie 2017 zawodnik zakończył karierę zawodniczą.
Uczestniczył w turniejach mistrzostw świata 1998, 1999, 2001, 2002, 2003, 2004, 2005, 2006, 2009, 2010, 2011, 2013, 2014 oraz zimowych igrzysk olimpijskich 2002, 2006, 2010, 2014.

## Sukcesy
Reprezentacyjne
- Srebrny medal mistrzostw świata: 2013

Klubowe
- Złoty medal mistrzostw Szwajcarii: 1995, 1996 z Kloten Flyers
- Złoty medal mistrzostw Szwecji: 2005 z Frölundą
- Srebrny medal mistrzostw Szwecji: 2006 z Frölundą
- Złoty medal mistrzostw Szwajcarii: 2010, 2013, 2016, 2017 z SC Bern
- Puchar Szwajcarii: 2015 z SC Bern

Indywidualne
- Sezon National League A (2011/2012):
  - Najbardziej Wartościowy Zawodnik (MVP) sezonu
- National League A (2012/2013):
  - Pierwsze miejsce w klasyfikacji strzelców w fazie play-off: 10 goli
  - Najbardziej Wartościowy Zawodnik (MVP) sezonu
- National League A (2014/2015):
  - Szóste miejsce w klasyfikacji kanadyjskiej w sezonie zasadniczym: 45 punktów